# Roberto Benigni
Roberto Remigio Benigni (* 27. října 1952 Manciano La Misericordia, Toskánsko, Itálie) je italský herec a režisér, držitel Oscara za nejlepší herecký výkon ve filmu Život je krásný z roku 1997, který i sám režíroval.

## Filmografie
- 2012 Do Říma s láskou
- 2010 Commedia di Amos Poe, La
- 2005 Tygr a sníh
- 2003 Kafe a cigára
- 2002 Pinocchio
- 1999 Asterix a Obelix
- 1997 Život je krásný
- 1994 Monstrum
- 1993 Syn Růžového Pantera
- 1991
  - Johnny Párátko
  - Noc na Zemi
- 1990 Hlas měsíce
- 1988 Piccolo diavolo, Il
- 1986
  - Káva a cigarety
  - Mimo zákon
- 1984 Non ci resta che piangere
- 1983
  - Effetti personali
  - 'F.F.S.S.', cioè:… che mi hai portato a fare sopra a Posillipo se non mi vuoi più bene?
  - Tu mi turbi
  - Tutto Benigni
- 1981
  - Anche i ladri hanno un santo
  - Minestrone, Il
  - Pap'occhio, Il
- 1979
  - Giorni cantati, I
  - Luna
  - Světlo ženy
  - Tygřice
  - Žádám o azyl
- 1977 Berlinguer ti voglio bene